# Daniele (powiat szamotulski)
Daniele – osada leśna w Polsce położony w województwie wielkopolskim, w powiecie szamotulskim, w gminie Obrzycko. Miejscowość wchodzi w skład sołectwa Jaryszewo.